# Dank Viktor
Dank Viktor (Veszprém, 1926. március 17. – 2021. december 7.) magyar geológus, egyetemi tanár. A Magyar Tudományos Akadémia Földtani Tudományos Bizottságának tagja, az alkalmazott földtani albizottság társelnöke, a Nemzetközi Geológiai Korrelációs Program magyar nemzeti bizottságának elnöke. A műszaki tudományok kandidátusa (1963), a földtudományok doktora (1988).

## Életpályája
1947–1949 között a József Attila Tudományegyetem hallgatója volt. 1949–1951 között az Eötvös Loránd Tudományegyetemen tanult. 1951-ben az Eötvös Loránd Tudományegyetemen demonstrátor és tanársegéd volt. 1951–1954 között a Magyar Állami Földtani Intézet tudományos kutatója volt. 1954–1960 között a Kőolajtermelő Vállalat geológusa és főgeológusa volt. 1960–1962 között az Országos Kőolaj- és Gázipari Tröszt (OKGT) kutatási osztályvezetője, 1962–1964 között főosztályvezetője, 1964–1968 között és 1975–1984 között főgeológusa, 1968–1975 között kutatási vezérigazgató-helyettese volt. 1963–1964 között az Milánóban az ENI-n tanult. 1964–1984 között irányította a hazai szénhidrogén kutatásokat. 1966–1974 között a Magyar Tudományos Akadémia Kőolaj-, Földgáz és Vízbányászati Bizottságának elnöke volt. 1972–1986 között a Magyarhoni Földtani Társulat elnöke, valamint a Földtani Közlöny felelős szerkesztője és az Műszaki és Természettudományi Egyesületek Szövetsége (MTESZ) elnökségi tagja volt. 1984–1988 között a Kölcsönös Gazdasági Segítség Tanácsa (KGST) Földtani Állandó Kormánybizottság elnöke volt. 1984–1990 között a Központi Földtani Hivatal elnöke volt. 1986-tól az Acta Geologica Hungarica szerkesztőbizottsági tagja, valamint a Nemzetközi Kutatófejlesztési Felügyelőség igazgatója volt. 1987-től a Tudományos Ismeretterjesztő Társulat (TIT) földtudományi választmányának elnöke volt. 1989–1996 között az Eötvös Loránd Tudományegyetem alkalmazási és környezetföldtani tanszékének egyetemi tanára volt. 1990-től a Magyar Természettudományi Társulat vezetőségi tagja, 1991–2008 között elnöke volt. 1990-ben nyugdíjba vonult. 1996–2012 között a Magyar Olajipari Múzeum Alapítvány kuratóriumának elnöke volt.
Kutatási területe a hazai kőolaj- és földgázkutatás, geológiai és kőolajföldtani modellek tudományos továbbfejlesztése volt. Több mint 200 tudományos és ismeretterjesztő cikk, egyetemi jegyzetek szerzője volt.

## Családja
Szülei: Dank Viktor és Friesz Mária voltak.Első felesége Dévényi Magdolna szintén geológus volt. 1980-ban vette feleségül Szentgyörgyi Veronika közgazdát. Egy lánya született: Magdolna (1961).

## Díjai
- Kiváló Műszaki Dolgozó (1955)
- Munka Érdemérem (1959)
- a Földtani Kutatás Kiváló Dolgozója (1965)
- Munka Érdemrend arany fokozata (1968)
- Bányász Szolgálati Érdemérem bronz fokozat (1969)
- Akadémiai Díj (1972)[2]
- Állami Díj (1973)[2]
- MFT-emlékgyűrű (1973)[2]
- Bányász Szolgálati Érdemérem ezüst fokozat (1976)
- MTESZ-díj (1978)[2]
- Bányász Szolgálati Érdemérem arany fokozat (1981)
- Akadémiai Díj (1982)[2]
- Bányász Szolgálati Érdemérem gyémánt fokozat (1986)
- Magyar Köztársaság Csillagrendje (1990)[2]
- Hevesy-érem (1992)
- Herman Ottó-emlékérem (1993)
- Teleki Pál-emlékérem (1993)
- Bugát Pál-emlékérem (1994)[2]
- Bugát Pál-Szentágothai János Emlékérem (2000)
- Aranyoklevél (2001)
- A Magyar Köztársasági Érdemrend középkeresztje (2006)[2]
- MOL Életmű Díj (2007)
- Born Ignác Emlékérem (2007)
- Gyémántoklevél (2011)
- MOL-MTA Tudományos Díj (2012)
- Kubinyi Ágoston emlékérem (2015)